# Krystyna Mikołajewska
Krystyna Mikołajewska (* 6. září 1939 Pabianice) je polská herečka.
Jako studentka byla vítězkou celopolských recitátorských soutěží. Absolvovala v roce 1964 hereckou akademii v Krakově a byla v angažmá v divadlech v Kališi, Vratislavi, v krakovském Starém divadle a varšavském Národním divadle. Ve filmu hrála od roku 1962, největší úspěch jí přinesla role Sáry ve filmu Jerzyho Kawalerowicze Faraón (1966). Hrála titulní roli v adaptaci novely Arnošta Lustiga Dita Saxová, kterou natočil v roce 1967 Antonín Moskalyk. Účinkovala také v maďarském historickém filmu Hvězdy na čepicích (režie Miklós Jancsó), ve sci-fi Okna do neznáma a ve východoněmecké indiánce Smrtelný omyl.